# Völschow
Völschow er en by og kommune i det nordøstlige Tyskland, beliggende i Amt Jarmen-Tutow i den nordvestlige del af Landkreis Vorpommern-Greifswald. Landkreis Vorpommern-Greifswald ligger i delstaten Mecklenburg-Vorpommern.

## Geografi
Völschow er beliggende lige syd for Jarmen. I kommunen ligger ud over Völschow, landsbyerne Jagetzow og Kadow. Motorvejen A 20 krydser kommunen i nord-sydgående retning.

## Eksterne kilder og henvisninger
- Wikimedia Commons har flere filer relateret til Völschow
- Byens side Arkiveret 29. april 2017 hos  Wayback Machine på amtets websted
- Befolkningsstatistik Arkiveret 29. april 2017 hos  Wayback Machine